# セルビア科学芸術アカデミーの覚書
セルビア科学芸術アカデミーの覚書（セルビアかがくげいじゅつアカデミーのおぼえがき）、通称SANU覚書は、セルビア科学芸術アカデミーによって1985年から1986年にかけて作成された草案文書。1986年9月、草案は漏洩し公の知れるところとなった。この覚書はただちにユーゴスラビア全土に知れ渡るところとなった。それは、この文書が民族国家に関して物議をかもす論点を表明し、セルビア人民族主義による議論を展開していたためである。

## 概要
草案は、互いに意見の異なる委員たちによって構成される委員会の編集物であるため、その内容には相互に矛盾のある箇所もある。覚書は2つの構成から成り、1つはユーゴスラビアの現状について、もう1つはユーゴスラビアにおけるセルビアについてである。1章目では、1974年の憲法の下でのユーゴスラビア連邦における経済的・政治的な分解・断片化について述べている。そして2章目では、それぞれの著者による、ユーゴスラビアにおけるセルビアの立場についての認識が述べられ、クロアチアおよびコソボにおけるセルビア人の立場をその論点を明らかにするために用いている。
覚書では、第二次世界大戦の終戦時、ヨシップ・ブロズ・ティトーは、セルビア人の住む地域を分断することによって意図的にセルビアの力を弱めたとしている。これによって、多数のセルビア人が住んでいた土地はセルビア、モンテネグロ、マケドニア、ボスニア・ヘルツェゴビナ、そして一部はクロアチアへと分割された。さらに、ティトーによってセルビアの領内に、セルビアと対等な権限を持つ2つの自治州、コソボおよびヴォイヴォディナを設置した。これによってセルビアは両自治州の同意なしには行動が取れなくなる一方、ユーゴスラビアを構成するほかの多民族国家にはこのような自治州は設置されず、セルビアのみに枷がはめられたとしている。セルビア同様に多民族国家でありながら自治州の作られなかったクロアチアやボスニア・ヘルツェゴビナは、いずれもセルビア人が2番目に大きい人口比率を占めていた。
覚書では、経済に関するコスタ・ミハイロヴィッチ（Kosta Mihajlović）の寄稿、ミハイロ・マルコヴィッチ（Mihailo Marković）による自主管理に関する寄稿、ヴァシリイェ・クレスティッチ（Vasilije Krestić）によるクロアチアのセルビア人に関する寄稿などもあった。覚書全体を、誤ってドブリツァ・チョシッチ（Dobrica Ćosić）によるものとされることがしばしばある。チョシッチは議論の一翼を担いつつも委員会には加わっていない。
覚書は1986年の漏洩の後、ほとんどの共産主義者の政治家らによって否定された。その中には後にセルビア大統領となるスロボダン・ミロシェヴィッチもおり、ミロシェヴィッチはこの覚書を「暗黒の民族主義以外の何者でもない」とした。こうした認定にもかかわらず、ミロシェヴィッチやその他のセルビア人共産主義者から、覚書における議論の一部は支持を受けた。ミロシェヴィッチはこの覚書の内容に沿った政策の実行に動き、セルビア社会党の副党首となったミハイロ・マルコヴィッチや、1992年に新しく発足したユーゴスラビア連邦共和国の大統領の地位を与えられたドブリツァ・チョシッチなどの、覚書の著者たちと親密な関係を築いた。
覚書は、非セルビア人からは、ユーゴスラビアに対する仮想的な攻撃であるとみなされた。覚書の著者らの目標に同調したセルビア人たちは、この覚書にはそのような要素はまったくなく、そもそもこの覚書は公に流布する目的のものではなかったとしている。

## 論点
- コソボ社会主義自治州においてアルバニア人はセルビア人に対してジェノサイドを行っている（pp.41-56）
- スロベニアとクロアチアはセルビアの経済を支配している。ユーゴスラビア社会主義連邦共和国の経済はセルビアを抜きにして進められている（p.42）
- セルビアに対する不公正な扱いをし、セルビアを弱めるユーゴスラビアの憲法は、改定されなければならない。（p. 46）
- ジェノサイドにも等しいセルビア人に対する巨大な差別が存在する（p. 50）
- セルビアは、第一次世界大戦および第二次世界大戦でユーゴスラビアのために犠牲になり、そして今ユーゴスラビアによって犠牲にされている。（p. 52）
- 1690年から1912年にかけて、50万人のセルビア人が、アルバニア人によるジェノサイドが進むコソボから避難した。（p. 56）
- コソボとクロアチアのセルビア人に対する巨大な差別が存在する。（p. 58）
- クロアチアのセルビア人たちはかつてない危機にさらされている。（p. 62）
- ボスニア・ヘルツェゴビナ出身のセルビア人の作家はセルビア人であってボスニア人ではない。（p. 65）
- セルビア人の問題は、居住地によらず全てのセルビア人の民族的・文化的統一の達成なくしては成し得ない。（pp. 70-73）
- 過去50年の間に2度、セルビア人は破壊、文化的同化、改宗、文化的ジェノサイド、思想的洗脳、重要性がないと決め付けられるといった被害にあっている。（pp. 70-73）
- もしユーゴスラビアが解体するならば、セルビア人の民族的利益は必ず達成される（p. 73）